# エルビーホールディングス
エルビーホールディングス（LB Holdings）は、日本の愛知県尾張旭市にある自動車整備会社である。

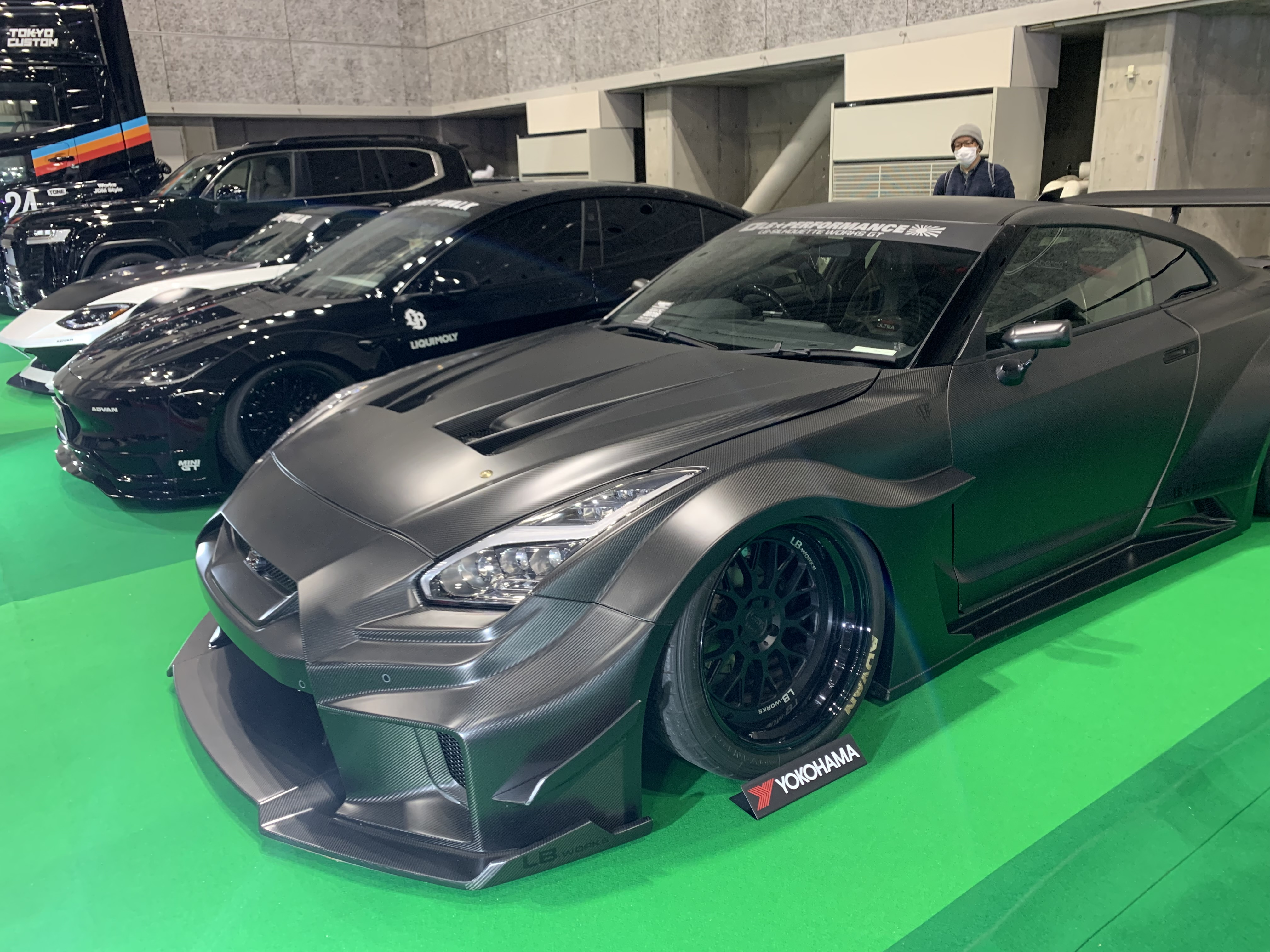
リバティウォーク製エアロキットを装着した車両

通称はリバティーウォーク、LBWK、LB。

## 概要

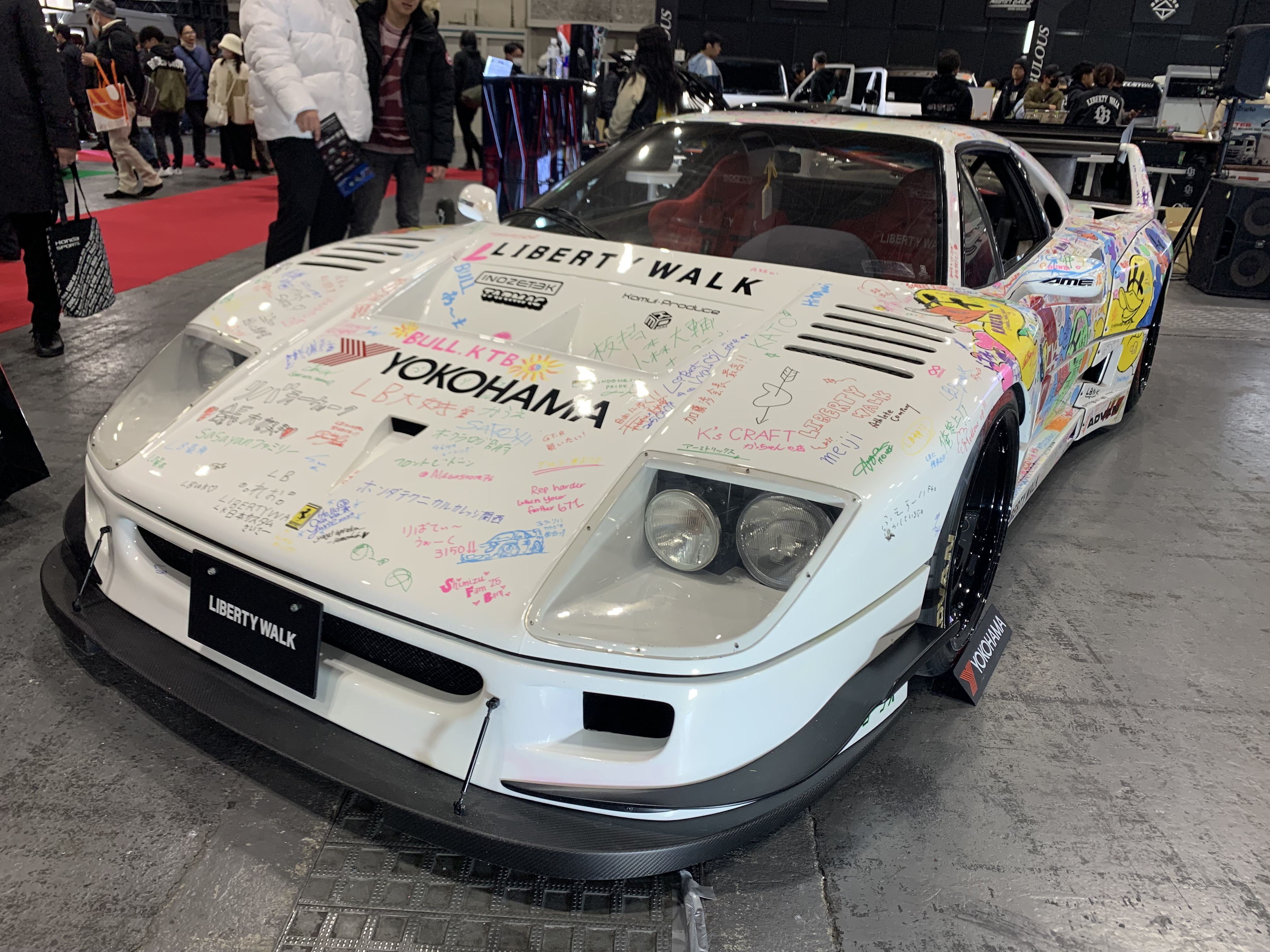
リバティウォーク製エアロキットを装着したフェラーリF40

1993年に高級車を中心に取り扱う中古車販売会社「リバティウォーク」を創業。エルビーホールディングスはカスタムと中古車販売の両方を担う拠点として2008年に設立。
「LB-WORKS」「LB★PERFORMANCE」「lb★nation」等のブランドでチューニングカーを販売しているほか、アパレル・アクセサリー・ステッカー等も販売している。
- リバティーウォーク（愛知県尾張旭市瀬戸川町1丁目178番地、車両販売）[3]
- エルビーホールディングス（愛知県尾張旭市瀬戸川町2丁目9番地、パーツ関連販売）[3]

## 歴史
元々は高級車を中心に取り扱う中古車販売店だった。リバティーウォーク代表・加藤 渉の友人でもあったひとりの客が「ランボルギーニに乗りたい」と言い、ランボルギーニ・ディアブロを調達することになった。その客がその後、ランボルギーニ・ムルシエラゴに乗り替えた際、「もっと格好良くしたい」と要望をし、2008年、ムルシエラゴ用のオリジナルボディキットを開発することになったのがきっかけで創業した。これがオリジナルブランド「LB☆Performance」の始まりである。
2009年、「LB☆Performance」のボディキットを装着したムルシエラゴをSEMA SHOWに出展。「LB☆PERFORMANCE」は世界デビューを果たした。しかし、会場の評価が高いもののビジネスには繋がらなかった。そのため、「LB☆WORKS」ムルシエラゴを新たに開発し、2012年のSEMA SHOWに再出展することとなった。これが「LB☆WORKS」のデビューである。

### 年表

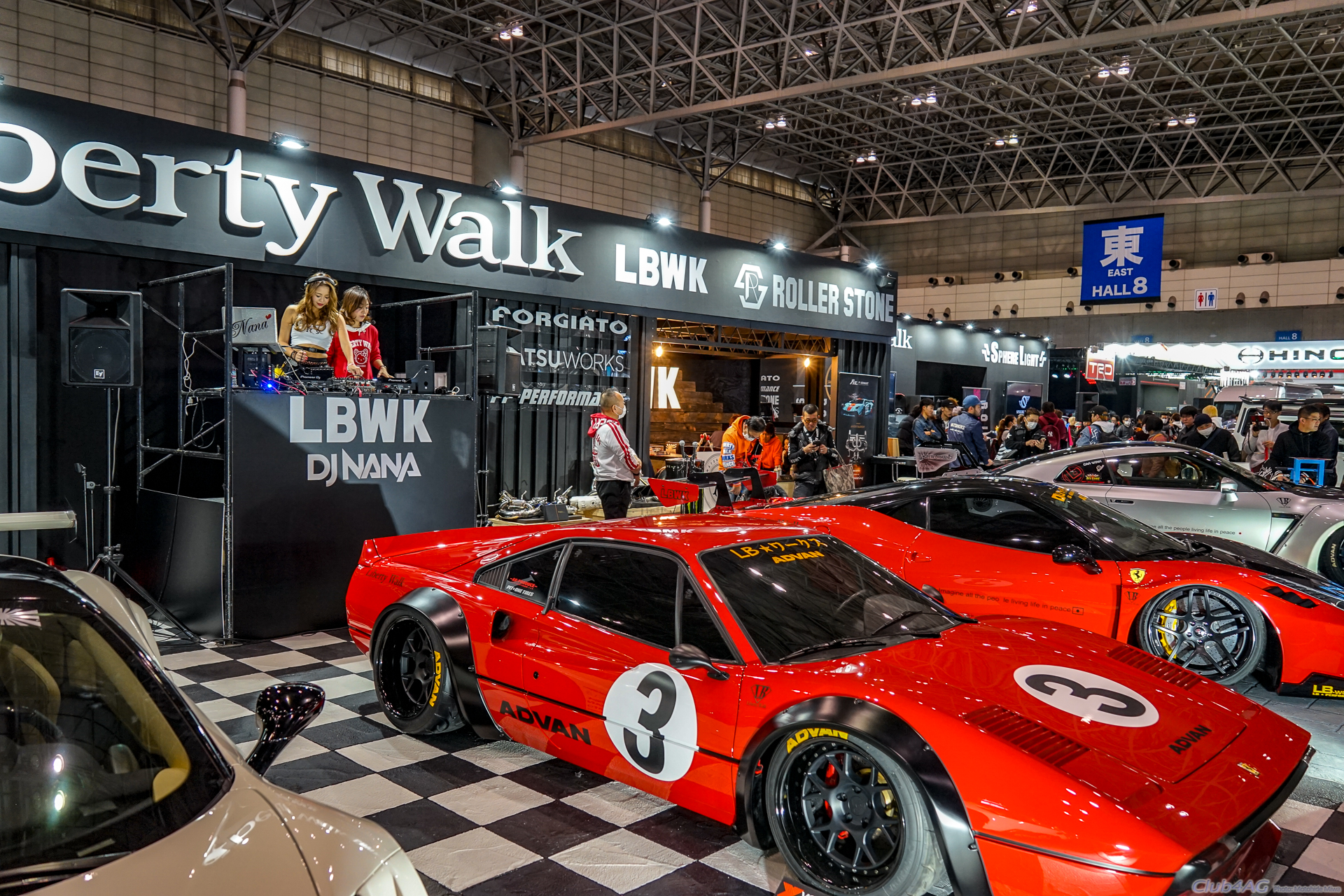
2019年・東京オートサロンにて

- 2008年‐LB☆Performanceランボルギーニ・ムルシエラゴ発売[4]。
- 2009年‐LB☆Performanceランボルギーニ・ムルシエラゴがSEMA SHOWに出展[4]。
- 2012年
  - LB☆Performanceクライスラー・300C発売[4]。
  - LB☆EARTHトヨタ・プリウス発売[4]。
  - GO☆EZ BUBRY発売[4]。
  - SEMA SHOWにてLB☆WORKSランボルギーニ・ムルシエラゴ発表[4]。
- 2013年
  - 東京オートサロン2013にLB☆WORKSランボルギーニ・ムルシエラゴを出展[4]。
  - LB☆WORKSムルシエラゴ・プロトタイプでランボルギーニ50周年祭に参加[4]。
  - MFESTにてLB☆WORKS BMW・M3（E92）発表[4]。
  - LB☆WORKSムルシエラゴ（世界限定20台）販売[4]。
  - SEMA SHOWにてLB☆WORKSフェラーリ・458イタリアとLB☆WORKS日産・GT-Rを発表[4]。
- 2014年
  - 東京オートサロン2014出展[4]。
  - SEMA SHOWにてLB☆WORKSランボルギーニ・アヴェンタドール、LB☆WORKSポルシェ・911（997）、LB☆WORKS BMW・M4（F82）、LB☆WORKS BMW・4シリーズ（F32）を発表[4]。
- 2015年
  - 東京オートサロン2015出展[4]。
  - 株式会社LBホールディングス設立[4]。
  - 「Need for Speed」にLB☆WORKS登場[4]。
  - SEMA SHOWにてLB☆WORKSランボルギーニ・ウラカン、LB☆WORKSランボルギーニ・ガヤルド、LB☆WORKSアウディ・R8、LB☆WORKSダッジ・チャレンジャー、LB☆STANCE & WORKS MINI（R56）を発表[4]。
- 2016年
  - 東京オートサロン2016出展[4]。
  - モバイルゲーム「CSR2」にLB☆WORKS 登場[4]。
  - LB☆アミューズメントパーク開演[4]。
  - SEMA ShowにてFairlady Z(S30)、LB☆WORKS F430を発表[4]。
  - ESSEN MOTOR SHOWにてLB☆WORKS 458、LB☆WORKS ランボルギーニ・アヴェンタドールを出展[4]。
- 2017年
  - 東京オートサロン2017出展[4]。
  - GENEVA MOTOR SHOWにてLB☆WORKS Mclaren650S、LB☆WORKS F488を出展[4]。
- 2018年
  - 東京オートサロン2018出展[4]。
- 2019年
  - 東京オートサロン2019出展[4]。
- 2020年
  - 東京オートサロン2020出展[4]。
- 2022年
  - 東京オートサロン2022出展[5]。

## エアロパーツブランド

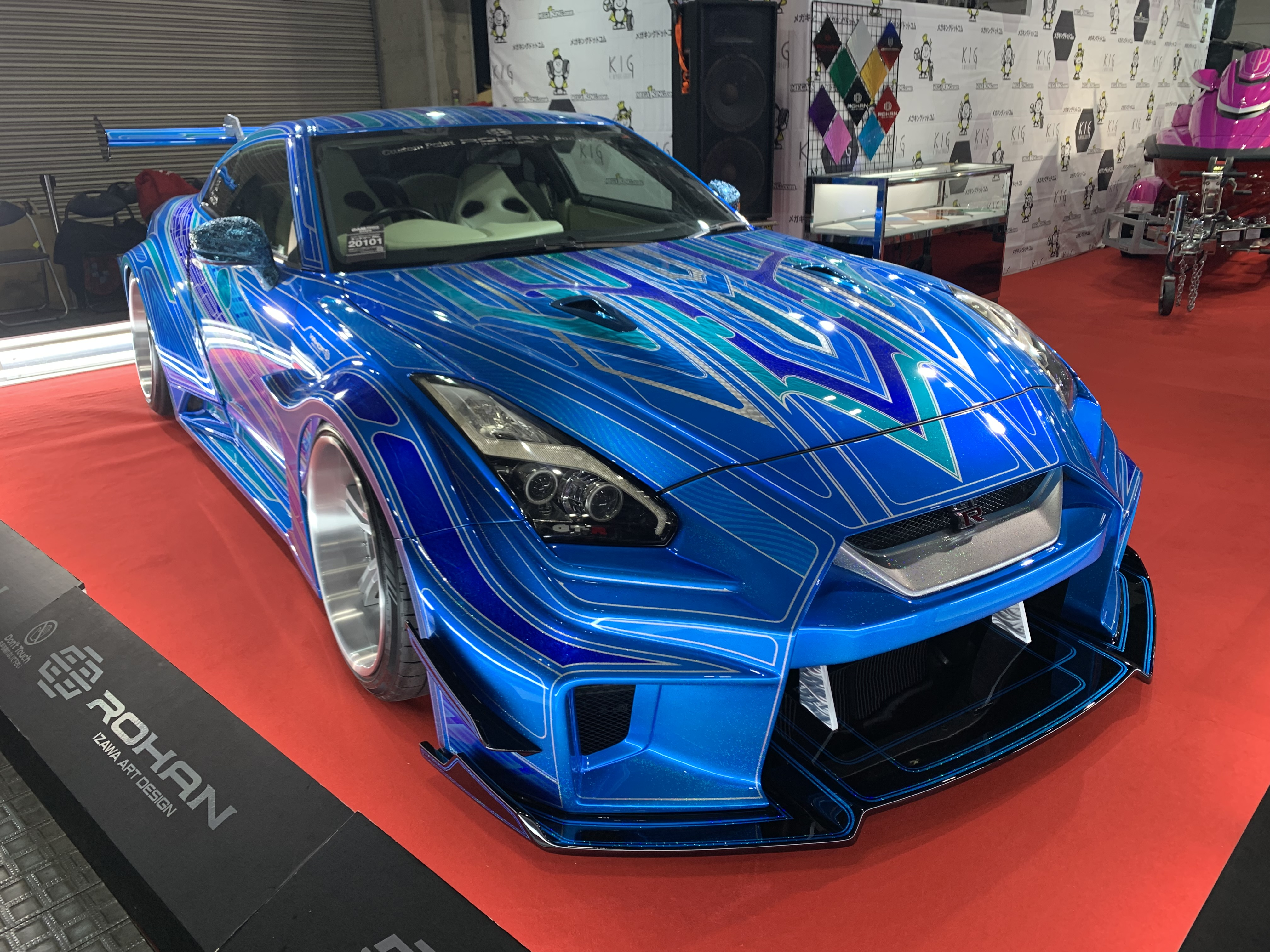
LB-Silhouette WORKS GT 35GT-RR

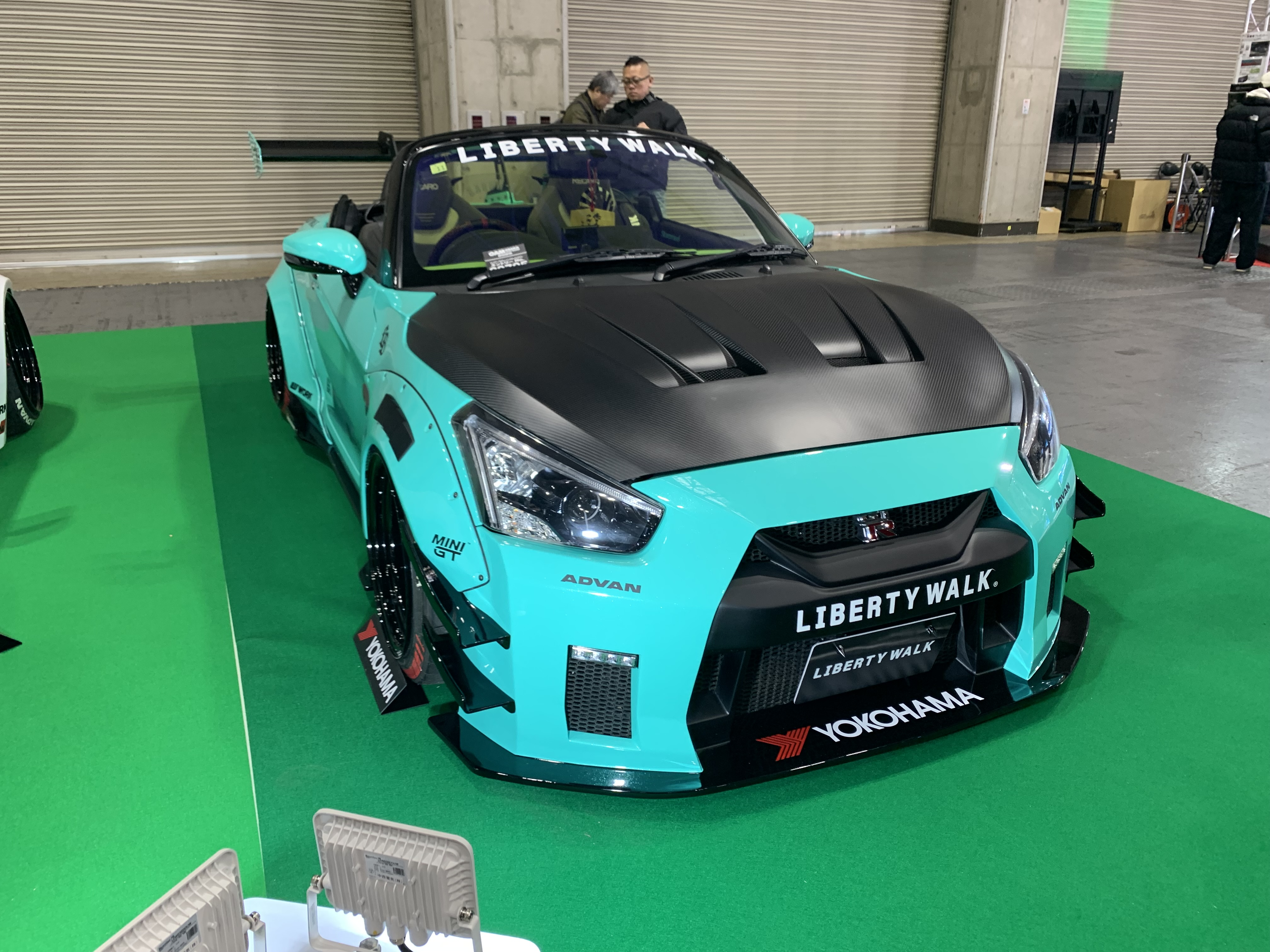
Lb☆nation DAIHATSU COPEN GT-K

LB-Silhouette WORKS GT
2024年現在リバティウォークで取り扱われている中で最も高価なブランド。往年のシルエットフォーミュラより着想を得たもので、フルドライカーボンのエアロも存在する。
LB-Silhouette WORKS 458 GT
LB-Silhouette WORKS HURACAN GT
LB-Silhouette WORKS GT NISSAN 35GT-RR
LB-Silhouette WORKS AVENTADOR GT Evo
LB-Silhouette WORKS CHEVROLET CORVETTE C8
LBスーパーシルエット GT
公式サイト上ではLB-Silhouette WORKS GTと同じ扱いではあるが、こちらは日本の90年代スポーツカーをベースに取り扱っている。
LB-ER34 スーパーシルエット SKYLINE/純正のRB25仕様と特別仕様車としてL28改3.1Lに載せ替えた仕様が存在する。
LB スーパーシルエット S15 SILVIA/フォーミュラ・ドリフトジャパン仕様が存在する。
LB スーパーシルエット MAZDA FD3S
LB街道☆ワークス
街道レーサーに着想を得たエアロキットブランド。ロングノーズと呼ばれるボンネット＆フェンダーをオプション装備で選ぶことが出来る。
LB-WORKS
シルエットワークスGT誕生前までは最上位ブランドだった。高級車を中心に日本の族車カスタムに着想を得たもので、オーバーフェンダーをベースとしたエアロキットが取り付けられる。AZ-1 LB40といった車体そのものの姿を別車種に変えるキットもここに該当する。ベースとなる車体によっては、上位ブランドのLB-Silhouette WORKS GTより高額になる。旧ロゴは「LB☆WORKS」
LB☆PERFORMANCE
高級車を中心に取り扱うライトキット。リップスポイラーを中心としたエアロキットで、基本的にこのエアロにオーバーフェンダーが装着されるとLB-WORKSとなるが、一部車種はLB-WORKSと異なるエアロキットが取り付けられる。
LB-E-WORKS
電気自動車向けのエアロキット
LB-WORKS SUV
SUV向けのエアロキット。ジムニー等のLB☆nationブランドの一部もここに該当する。
LB☆nation
日本車を中心に手軽な金額で購入可能な車両を取り扱うエントリーグレードという位置付け。殆どにオーバーフェンダーが設定されているが、一部設定のない車種も存在する。基本的にはLB☆nationという名前で紹介されるが、オーバーフェンダー装着車はLB-WORKS・LB☆nationという記載をされることも珍しくない。最初期にプリウスに設定されていた「LB☆EARTH」も現在はここに該当する。
LB CLASSIC
日本のクラシックカー向けエアロキットブランドで、商品としての正式名称は全て「LB☆ワークス」という表記になっている。当初は販売予定がなく、リバティウォークのデモカーや加藤が気に入った車両に一点物としてデザインしていたが、販売の要望が多く後に販売を開始した。
LB TRUCKS
昨今の人手不足の物流業界を応援する という触れ込みで始まった大型トラック・トレーラーヘッド向けのエアロキットブランド。当初は販売予定はなくリバティウォークのデモカー運搬車両への取り付けや、運送会社とのコラボレーションで展示するだけのブランドだったが、販売を望む声が多く販売を開始した。
LB COBOO TRIKE
カスタムバイクブランド COBOOとのコラボレーションより始まったトライク向けのエアロキットブランド。

## 製作したデモカー
こあさ号
ムルシエラゴをベースとした、リバティウォーク初のエアロキット装着車で、本車を製作しSEMA SHOWに出展してリバティウォークの名前を海外に広めた。
本車は病死した加藤渉の友人兼顧客の車両で、顧客の死後「世界一のランボルギーニにする」と約束し、加藤が引き取った。車名の「こあさ」とは顧客の愛称。
現在は競技ドリフト用の車両に改造され、本社ガレージにて保管されている。

## 関連企業
- エルビープランニングス（愛知県尾張旭市瀬戸川町1丁目178番地、グッズ販売）[3][3]